# Sheldon Keefe
Sheldon Keefe (né le 17 septembre 1980 à Brampton, dans la province de l'Ontario au Canada) est un joueur professionnel retraité de hockey sur glace ayant évolué à la position d'ailier droit. Il est également entraîneur dans différentes ligues, y compris la LNH. 

## Carrière
Après avoir remporté le titre de meilleur joueur recrue de la Ligue de hockey de l'Ontario alors qu'il partage la saison 1998-1999 entre le St. Michael's Majors de Toronto et les Colts de Barrie, Sheldon Keefe se voit être réclamé l'été suivante par le Lightning de Tampa Bay au deuxième tour du repêchage d'entrée de la Ligue nationale de hockey.
Malgré cette sélection par le Lightning, l'ailier poursuit son développement en LHO avec les Colts qu'il aide l'année suivante à atteindre la finale de la Coupe Memorial.
Devenant joueur professionnel en 2000, il partage cette première saison entre le Lightning et leur club affilié dans la ligue internationale de hockey, les Vipers de Détroit. Puis rejoint la Ligue américaine de hockey et les Falcons de Springfield la saison suivante tout en s'alignant pour 39 rencontres avec le Lightning.
Réclamé au ballotage par les Rangers de New York le 3 octobre 2003, il ne reste que quelques jours avec eux avant d'être retourné à nouveau par ballotage au Lightning, il s'aligne alors pour la saison 2003-2004 avec les Bears de Hershey de la LAH. Devenant agent libre à l'été suivant, il s'entend avec les Coyotes de Phoenix. La LNH connaissant cependant un lock-out qui paralyse ses activités pour l'entière saison, Keefe rejoint alors les Grizzlies de l'Utah, mais après n'avoir disputé que quatre rencontres avec eux, il décide de se retirer de la compétition.

### Carrière d'entraîneur
Au terme de sa carrière, il devient propriétaire des Lumber Kings de Pembroke de la Ligue centrale de hockey junior A, puis après avoir tenu le rôle d'entraineur-adjoint de l'équipe lors de la saison 2005-2006, il est nommé le 6 juin 2006 le directeur-général ainsi que l'entraîneur-chef de l'équipe. Dès sa première saison à la barre du club, il mène ceux-ci à l'obtention de la Coupe Fred Page. Il remporte ainsi cinq saisons d'affilée, devenant la première équipe à accomplir cet exploit. Lors de la saison 2010-2011, l'équipe arrive à remporter une nouvelle fois la Coupe Fred Page, avançant jusqu'à la finale nationale pour la Coupe de la Banque royale, qu'elle remporte pour la première fois de son histoire.
Au milieu de la saison 2011-2012 suivante, Keefe annonce son départ des Lumber Kings pour occuper le poste d'entraineur chef des Greyhounds de Sault-Sainte-Marie dans la Ligue de hockey de l'Ontario, embauché par Kyle Dubas. Il termine sa carrière d'entraîneur en Ligue centrale junior A avec un record de 285-95-12 dans l'histoire de l'équipe. Le 29 mai 2013, il annonce avoir revendu l'équipe à son ancien coéquipier des Flames de Calgary, Dale McTavish.

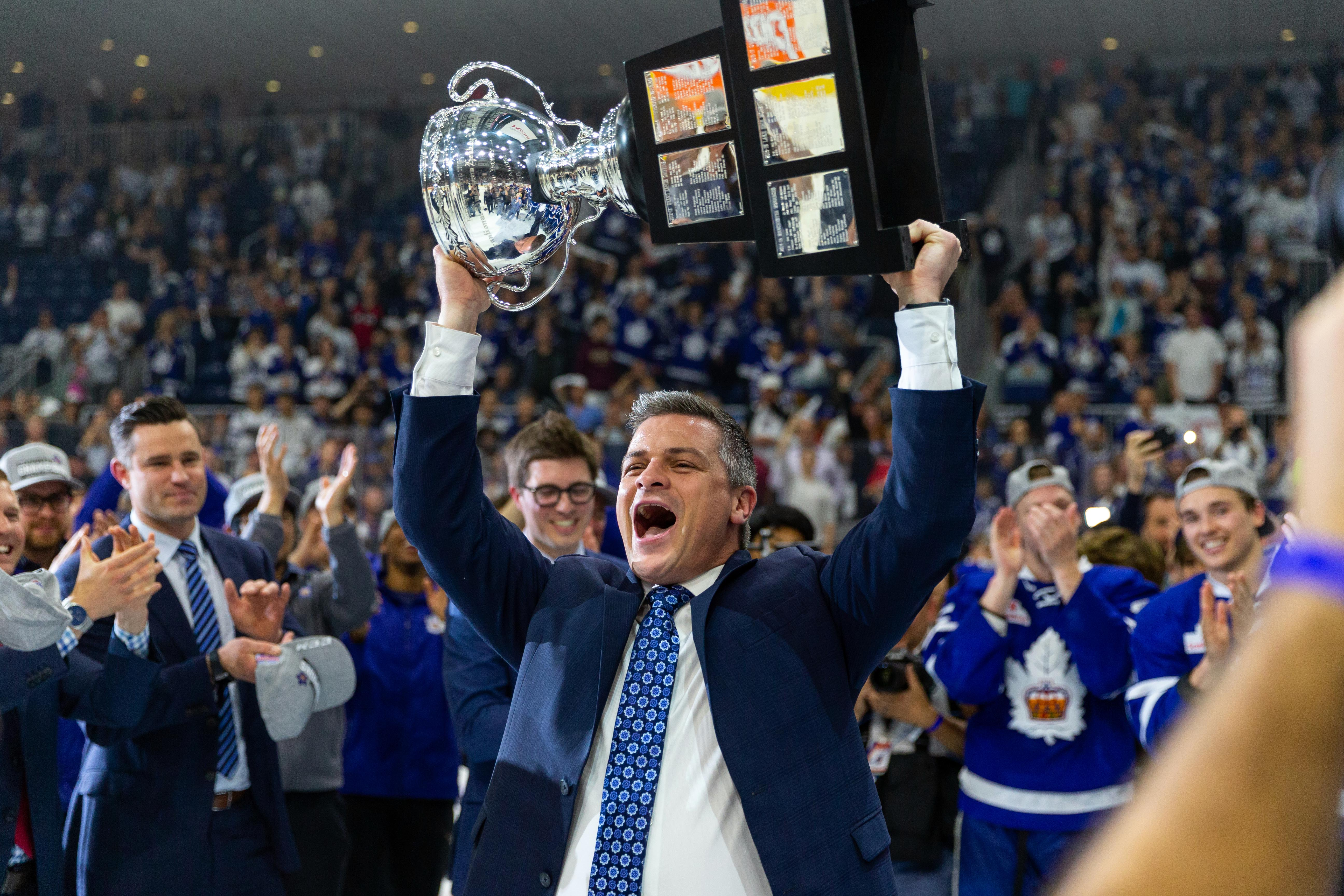
Keefe avec la Coupe Calder après avoir entrainé les Marlies en 2017-2018.

Keefe arrive à améliorer très rapidement les performances des Greyhounds, dès sa première saison complète en tant qu'entraineur, l'équipe se classe première de sa division Ouest, se faisant éliminer au deuxième tour des séries éliminatoires par Connor McDavid avec les Otters d'Erie.
Lors de la saison 2014-2015, les Greyhounds mènent la ligue avec 342 buts et 54 victoires et Keefe reçoit le trophée Matt-Leyden, récompensant le meilleur entraineur de LHO et est nommé entraineur de l'année de la Ligue canadienne de hockey. Ils se font éliminer en finale à nouveau par les Otters.
Le 8 juin 2015, après trois avant en LHO, il est nommé au poste d'entraineur-chef pour les Marlies de Toronto en Ligue américaine de hockey. Il est à nouveau embauché par Kyle Dubas, qui est lui-même devenu directeur général des Marlies. Tous deux arrivent à emmener les Marlies à la victoire de la Coupe Calder en 2018.
En novembre 2019, il remplace Mike Babcock à la tête des Maple Leafs de Toronto et entame sa carrière d'entraineur en LNH, toujours et encore nommé par Kyle Dubas,. Il passe cinq saisons à la barre des Maple Leafs. Il est congédié le 9 mai 2024 après avoir échoué encore une fois de franchir le 1er tour des séries éliminatoires.
Le 22 mai 2024, deux semaines après avoir perdu son poste avec les Maple Leafs, il est embauché par les Devils du New Jersey en remplacement de Travis Green.

## Statistiques

### Statistiques en club
| Saison     | Équipe                          | Ligue          |     | Saison régulière | Saison régulière | Saison régulière | Saison régulière | Saison régulière |    | Séries éliminatoires | Séries éliminatoires | Séries éliminatoires | Séries éliminatoires | Séries éliminatoires |
| Saison     | Équipe                          | Ligue          | PJ  | B                | A                | Pts              | Pun              | PJ               | B  | A                    | Pts                  | Pun                  |                      |                      |
| 1998-1999  | St. Michael's Majors de Toronto | LHO            | 38  | 37               | 37               | 74               | 80               | -                | -  | -                    | -                    | -                    |                      |                      |
| 1998-1999  | Colts de Barrie                 | LHO            | 28  | 14               | 28               | 42               | 60               | 10               | 5  | 5                    | 10                   | 31                   |                      |                      |
| 1999-2000  | Colts de Barrie                 | LHO            | 66  | 48               | 73               | 121              | 95               | 25               | 10 | 13                   | 23                   | 41                   |                      |                      |
| 2000       | Colts de Barrie                 | Coupe Memorial | -   | -                | -                | -                | -                | 5                | 2  | 3                    | 5                    | 4                    |                      |                      |
| 2000-2001  | Lightning de Tampa Bay          | LNH            | 49  | 4                | 0                | 4                | 38               | -                | -  | -                    | -                    | -                    |                      |                      |
| 2000-2001  | Vipers de Détroit               | LIH            | 13  | 7                | 5                | 12               | 23               | -                | -  | -                    | -                    | -                    |                      |                      |
| 2001-2002  | Lightning de Tampa Bay          | LNH            | 39  | 6                | 7                | 13               | 16               | -                | -  | -                    | -                    | -                    |                      |                      |
| 2001-2002  | Falcons de Springfield          | LAH            | 24  | 9                | 9                | 18               | 26               | -                | -  | -                    | -                    | -                    |                      |                      |
| 2002-2003  | Lightning de Tampa Bay          | LNH            | 37  | 2                | 5                | 7                | 24               | -                | -  | -                    | -                    | -                    |                      |                      |
| 2002-2003  | Falcons de Springfield          | LAH            | 33  | 16               | 15               | 31               | 28               | 6                | 0  | 0                    | 0                    | 4                    |                      |                      |
| 2003-2004  | Bears de Hershey                | LAH            | 59  | 16               | 16               | 32               | 82               | -                | -  | -                    | -                    | -                    |                      |                      |
| 2004-2005  | Grizzlies de l'Utah             | LAH            | 4   | 0                | 1                | 1                | 0                | -                | -  | -                    | -                    | -                    |                      |                      |
| Totaux LNH | Totaux LNH                      | Totaux LNH     | 125 | 12               | 12               | 24               | 78               | 0                | 0  | 0                    | 0                    | 0                    |                      |                      |

### Statistiques d'entraîneur
| Saison    | Équipe                           | Ligue |    | PJ | V  | D | N  | Pr   | % V                                                      |  | Séries éliminatoires |
| 2006-2007 | Lumber Kings de Pembroke         | LCHJA | 55 | 41 | 10 | 2 | 2  | 79,2 | Champions de la ligue Champions de la Coupe Fred Page    |  |                      |
| 2007-2008 | Lumber Kings de Pembroke         | LCHJA | 60 | 46 | 11 | 2 | 1  | 80,2 | Champions de la ligue                                    |  |                      |
| 2008-2009 | Lumber Kings de Pembroke         | LCHJA | 60 | 43 | 13 | — | 4  | 75,0 | Champions de la ligue                                    |  |                      |
| 2009-2010 | Lumber Kings de Pembroke         | LCHJA | 62 | 52 | 9  | — | 1  | 84,7 | Champions de la ligue                                    |  |                      |
| 2010-2011 | Lumber Kings de Pembroke         | LCHJA | 62 | 51 | 9  | — | 2  | 83,9 | Champions de la ligue                                    |  |                      |
| 2011-2012 | Lumber Kings de Pembroke         | LCHJA | 62 | 32 | 24 | — | 6  | 56,5 | Éliminés au 2e tour                                      |  |                      |
| 2012-2013 | Lumber Kings de Pembroke         | LCHJA | 62 | 38 | 20 | — | 4  | 60,7 | Éliminés au 1er tour                                     |  |                      |
| 2012-2013 | Greyhounds de Sault-Sainte-Marie | LHO   | 68 | 38 | 26 | — | 6  | 57,4 | Éliminés au 1er tour                                     |  |                      |
| 2013-2014 | Greyhounds de Sault-Sainte-Marie | LHO   | 68 | 44 | 17 | — | 7  | 69,9 | Éliminés au 2e tour                                      |  |                      |
| 2014-2015 | Greyhounds de Sault-Sainte-Marie | LHO   | 68 | 54 | 12 | — | 2  | 80,9 | Éliminés au 3e tour                                      |  |                      |
| 2015-2016 | Marlies de Toronto               | LAH   | 76 | 54 | 16 | — | 6  | 75   | Éliminés au 3e tour                                      |  |                      |
| 2016-2017 | Marlies de Toronto               | LAH   | 76 | 42 | 29 | — | 5  | 58,6 | Éliminés au 2e tour                                      |  |                      |
| 2017-2018 | Marlies de Toronto               | LAH   | 76 | 54 | 18 | — | 4  | 73,7 | Vainqueurs de la Coupe Calder                            |  |                      |
| 2018-2019 | Marlies de Toronto               | LAH   | 76 | 39 | 24 | — | 13 | 59,9 | Éliminés au 3e tour                                      |  |                      |
| 2019-2020 | Marlies de Toronto               | LAH   | 16 | 1  | 2  | — | 3  | 78,1 | Engagé par les Maple Leafs de Toronto en cours de saison |  |                      |
| 2019-2020 | Maple Leafs de Toronto           | LNH   | 47 | 22 | 15 | — | 5  | 62,8 | Éliminés au 1er tour                                     |  |                      |
| 2019-2020 | Maple Leafs de Toronto           | LNH   | 47 | 22 | 15 | — | 5  | 62,8 | Éliminés au 1er tour                                     |  |                      |
| 2020-2021 | Maple Leafs de Toronto           | LNH   | 56 | 35 | 14 | — | 7  | 68,8 | Éliminés au 1er tour                                     |  |                      |
| 2021-2022 | Maple Leafs de Toronto           | LNH   | 82 | 54 | 21 | — | 7  | 70,1 | Éliminés au 1er tour                                     |  |                      |
| 2022-2023 | Maple Leafs de Toronto           | LNH   | 82 | 50 | 21 | — | 11 | 67,7 | Éliminés au 2e tour                                      |  |                      |
| 2023-2024 | Maple Leafs de Toronto           | LNH   | 82 | 46 | 26 | — | 10 | 62,2 | Éliminés au 1er tour                                     |  |                      |

## Honneurs et trophées
- Ligue de hockey de l'Ontario
  - Nommé dans l'équipe d'étoiles des recrues en 1999.
  - Vainqueur du trophée de la famille Emms remis au meilleur joueur recrue de la ligue en 1999.
  - Vainqueur du trophée Eddie-Powers remis au meilleur pointeur de la ligue en 2000.
  - Nommé dans la deuxième équipe d'étoiles en 2000.
- Ligue canadienne de hockey
  - Nommé dans la première équipe d'étoiles en 2000.
- Coupe Memorial
  - Nommé dans l'équipe d'étoiles du tournoi en 2000.

## Transactions en carrière
- Repêchage 1999 : Réclamé par le Lightning de Tampa Bay (2e choix de l'équipe, 47e au total).
- 11 janvier 1999 : échangé par le St. Michael's Majors de Toronto avec Mike Jefferson, Ryan Barnes et Shawn Cation aux Colts de Barrie en retour de Keith Delaney, Darryl Bootland, Adam DeLeew et Brad Pierce.
- 3 octobre 2003 : réclamé au ballotage par les Rangers de New York.
- 24 octobre 2003 : réclamé au ballotage par le Lightning de Tampa Bay.
- 12 juillet 2004 : signe à titre d'agent libre avec les Coyotes de Phoenix.